# Onocleaceae
Onocleaceae, biljna porodica papratnjače, dio reda osladolike. Tipični rod Onoclea se vodi kao monotipičan, dok su ostale vrste uključene u rodove Matteuccia, Onocleopsis i Pentarhizidium
Porodica je raširena po Sjevernoj Americi i Euroaziji.

## Sinonimi
- Dryopteridaceae Tribus Onocleeae Tod.